# 10-Hydroxy-2-decensäure
10-Hydroxy-2-decensäure (auch als Bienenköniginnen-Säure bezeichnet) ist eine einfach ungesättigte, hydoxylierte Fettsäure und kommt in zwei konfigurationsisomeren Formen vor.

## Vorkommen und Bedeutung

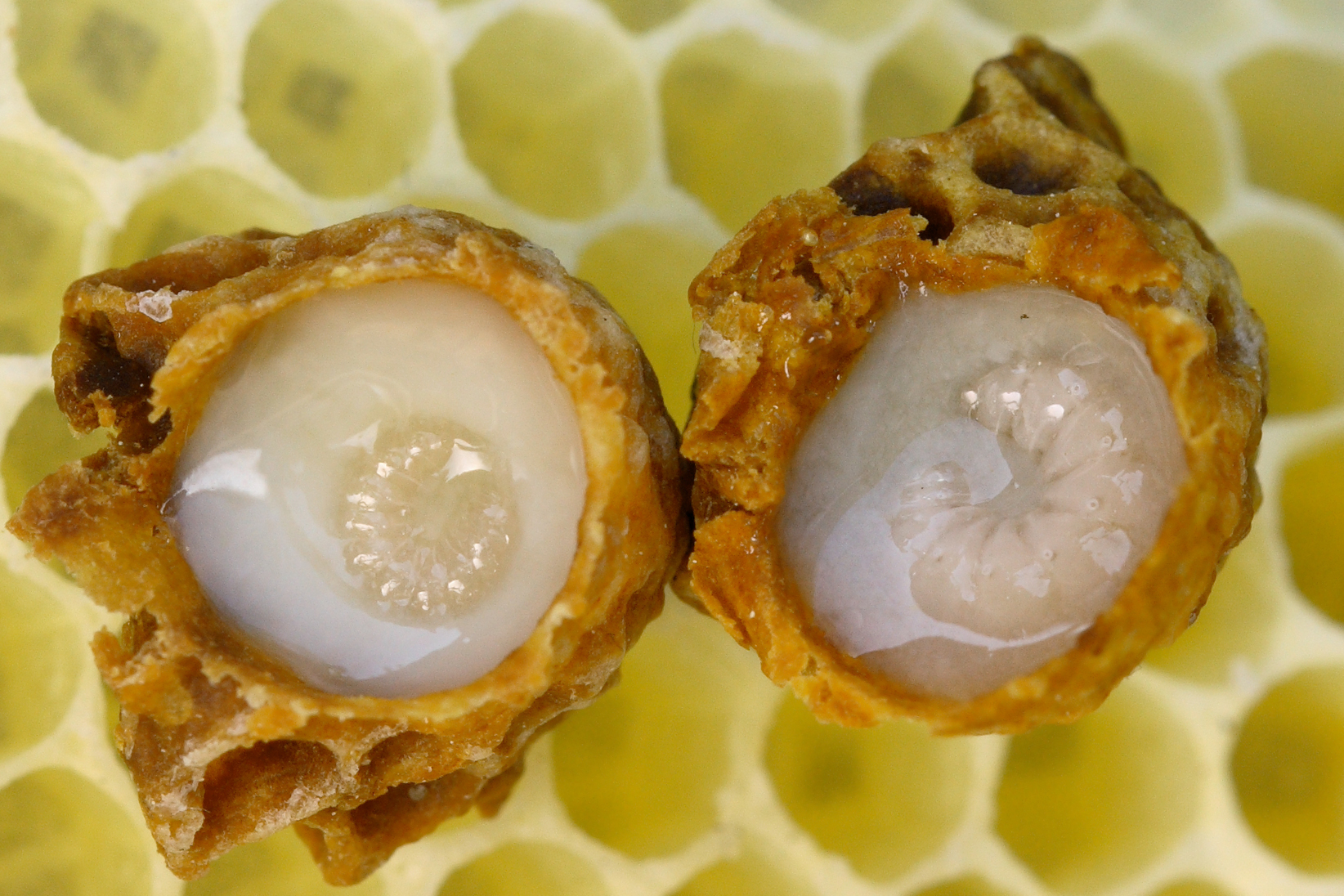
Bienenlarven im Gelée royale

Sie kommt als Hauptfettsäure im Gelée royale vor. Das Gelée Royale und die (E-Form) von 10-Hydroxy-2-decensäure werden in den Mandibeldrüsen der Bienen-Arbeiterinnen produziert. Die Verbindung macht etwa 50 % der Fettsäuren oder bis zu 5 % (nach einer anderen Studie bis zu 15 %) der gesamten Trockenmasse des Gelée Royal aus. Das gesättigte Analogon, 10-Hydroxydecansäure macht etwa 25 % der Fettsäuren aus. Daneben kommen auch noch weitere Fettsäuren in kleinen Mengen vor, darunter Myrmicacin. Die Fettsäuren im Gelée Royale liegen überwiegend in freier, das heißt unveresterter Form vor. Bei einer Studie in China wurde festgestellt, dass geographische Lage und die Nahrungspflanzen einen relevanten Einfluss auf den Gehalt an 10-Hydroxy-2-decensäure im Gelée Royale hat. Auch im Nahrungsgelee, das an Arbeiterinnen-Larven verfüttert wird, ist die Verbindung enthalten, allerdings in deutlich geringerer Menge. In Honig ist sie zum Teil auch enthalten, der Gehalt reicht von Spuren bis zu mehreren Prozent.
Bienen-Arbeiterinnen und -Königinnen haben identische Genome, trotzdem sind Königinnen im Gegensatz zu den Arbeiterinnen fruchtbar, größer und längerlebig, was vermutlich auf epigenetische Einflüsse zurückgeht. 10-Hydroxy-2-decensäure ist ein Inhibitor von Histon-Deacetylasen und konnte in Versuchen an Säugetieren epigenetisch ausgeschaltete Gene reaktivieren, was dafür spricht, dass sie auch eine Rolle bei der Ausbildung des Bienenköniginnen-Phänotyps spielt.
Die Biosynthese wurde durch Gabe von mit 14C markiertem Acetat und Stearat untersucht. Keine der beiden Verbindungen wurde in nennenswerter Menge in 10-Hydroxy-2-decensäure eingebaut.

## Eigenschaften
10-Hydroxy-2-decensäure wirkt antibiotisch gegen Pilze und Bakterien, ist allerdings deutlich schwächer als Chlortetracyclin oder Penicillin. Ergebnisse aus Tierversuchen mit 10-Hydroxy-2-decensäure deuten auf eine Reihe von möglichen pharmakologischen Wirkungen der Verbindung hin, darunter Wirkungen gegen Knochenleiden, Krebs (Melanome) und Stress. Viele weitere pharmakologische Effekte wurden in vitro untersucht, u. a. Wirkungen gegen Darm- und Lungenkrebs sowie gegen Alzheimer. Sie wirkte beispielsweise in vitro gegen menschliche Leberkrebszellen. Außerdem zeigte sie in Tierversuchen immunomodulatorische Effekte. Die Verbindung ist ein Tyrosinase-Inhibitor und kann daher die Melanogenese inhibieren.